# عبد الرحمن بن عبد العزيز آل سعود
عبد الرحمن بن عبد العزيز آل سعود (1350 هـ / 1931 - 19 شوال 1438 هـ / 13 يوليو 2017)، نائب وزير الدفاع والطيران السابق في المملكة العربية السعودية. هو الابن السادس عشر من أبناء الملك عبد العزيز الذكور، ووالدته هي الأميرة حصة بنت أحمد السديري ويعتبر أحد من يطلق عليهم لقب السديريون السبعة.

## عن حياته
بعد وفاة والده عبد العزيز آل سعود بفترة التحق بإحدى المدارس في كاليفورنيا بالولايات المتحدة، وهي مدرسة تقوم بتدريس المقررات الثانوية وإعطاء برنامج خاص لتأهيل الطلبة للالتحاق بالكليات العسكرية، والتحق بعد ذلك بالكلية العسكرية في سان دييغو، وبعدها التحق بكلية الاقتصاد التابعة لجامعة كاليفورنيا.
ولم يدخل العمل السياسي سوى في عام 1403 هـ الموافق لعام 1983 عندما أصدر الملك فهد بن عبد العزيز آل سعود أمرًا بتعيينه نائبًا لـ وزير الدفاع و الطيران، وظل في المنصب حتى 9 ذو الحجة 1432 هـ الموافق 5 نوفمبر 2011 عندما أعفاه الملك عبد الله بن عبد العزيز آل سعود من منصبه بعدما رفض مبايعة الأمير نايف بن عبد العزيز آل سعود ولياً للعهد.

## أسرته
| الزوجة | أبناؤه منها |
| --- | --- |
| الأميرة منيرة بنت تركي بن أحمد السديري | الأميرة لولوة (متزوجة من نايف بن فواز الشعلان)، الأميرة جواهر (متزوجة من سعود بن فواز الشعلان)، الأميرة عبير، الأميرة لطيفة (متزوجة من فيصل السديري)، الأميرة سارة (متزوجة من الأمير سلطان بن فيصل بن تركي آل سعود)، والأميرة نوف (متزوجة من الأمير سعد بن سعود بن محمد آل سعود) |
| الأميرة نورة بنت غصاب آل منديل الخالدي (مطلقة، توفيت في 20 جمادى الآخرة 1440هـ الموافق 25 فبراير 2019م، وصلي عليها يوم الاثنين الموافق 20 جمادى الآخرة 1440هـ، بعد صلاة العصر في جامع الملك خالد في مدينة الرياض) | الأمير تركي (متزوج من الأميرة سارة بنت نايف بن عبد العزيز آل سعود) |
| الأميرة العنود بنت تريحيب بن شقير الدويش المطيري (متوفية، وصلي عليها يوم الخميس الموافق 9 صفر 1443هـ في جامع الفرقان في مدينة الدمام)                                                                             | الأمير الدكتور عبد العزيز (حاصل على درجة الدكتوراه بامتياز مع مرتبة الشرف من المعهد العالي للقضاء من جامعة الإمام محمد بن سعود الإسلامية عن رسالته التي كانت بعنوان "السياسة الشرعية ومنهج جماعة الإخوان المسلمين") |
| الأميرة حصة بنت ثقل بن تميم القرفاني الشيباني العتيبي (مطلقة، توفيت وصلي عليها يوم الخميس الموافق 24 رمضان 1442هـ في مكة المكرمة)                                                                                 | الأمير محمد (نائب أمير منطقة الرياض، متزوج من كريمة الأمير فيصل بن بندر بن خالد بن عبد العزيز آل سعود) |
| الأميرة مها بنت إبراهيم بن عبد العزيز آل براهيم | الأميرة حصة (مطلقة من الأمير سلمان بن عبد العزيز بن سلمان آل سعود)، الأمير فيصل (متزوج من الأميرة لولوة بنت مشعل بن عبد العزيز آل سعود وله من الأبناء الأميرة مها، والأمير فهد)، الأمير سعود (توفي في نوفمبر 2021. كان خاطبا الاميرة الجوهرة بنت تركي بن طلال)، الأمير فهد (متزوج من الأميرة سارة بنت عبد العزيز بن محمد بن عبد الله بن عبد العزيز آل سعود وله من البنات الأميرة مها)، والأمير عبد الله |
| الأميرة سلطانة بنت الشيخ فراج بن سعيد بن فايز العسبلي الشهري (مطلقة) | الأميرة الجوهرة |
| الأميرة نورة بنت بندر بن قعدان بن درويش المطيري (مطلقة) | |
| الأميرة تفاحة بنت ذعار بن عقوب الحميداني المطيري (متوفية) | |
| الأميرة مطيفة بنت عبد المحسن الفرم (مطلقة) ثم تزوجت من الشيخ عبد الرحمن بن مزيد الدويش المطيري | |
| الأميرة هيلة بنت الشيخ عبد الوهاب بن محمد بن علي بن سلطان أبو ملحة من آل مطير من قبيلة آل رشيد من قبيلة شهران (مطلقة)                                                                                             | |

## وفاته
أعلن الديوان الملكي السعودي في بيان رسمي عن وفاة الأمير عبد الرحمن بن عبد العزيز آل سعود في يوم الخميس 19 شوال 1438هـ الموافق 13 يوليو 2017. وقد صُلي عليه صلاة الميت بعد صلاة العشاء يوم الجمعة 20 شوال 1438هـ الموافق 14 يوليو 2017 في المسجد الحرام في مكة المكرمة، وتقدم المصلين عليه خادم الحرمين الشريفين الملك سلمان بن عبد العزيز آل سعود وعدد من أمراء آل سعود وعدد من المسؤولين المدنيين والعسكريين.